# Gucci Flip Flops
«Gucci Flip Flops» — песня американской рэперши Даниэллы Бреголи, более известной под псевдонимом Bhad Bhabie при участии американского рэпера Lil Yachty, выпущенная 26 марта 2018 года. Песня была сертифицирована золотом в США и Канаде. Рэперы Snoop Dogg и Plies выпустили ремикс на эту песню 2 октября 2018 года. Песня была включена в дебютный микстейп Бреголи 15.

## Музыкальное видео
Клип был выпущен 1 мая 2018 года. На видео изображена чёрно-белая сцена с Bhabie. Затем Bhad Bhabie появляется на экране телевизора, который смотрит семья и начинает выкрикивать непристойности в адрес родителей.
В видео также появляется от Дэвида Спейда, который играет молочника, которого ругает Bhabie, когда он звонит в дверь. По состоянию на февраль 2020 года видео набрало более 135 миллионов просмотров.

## Чарты
| Чарт (2019)                           | Высшая позиция |
| ------------------------------------- | -------------- |
| Канада (Canadian Hot 100)             | 62             |
| США Billboard Hot 100                 | 79             |
| США Hot R&B/Hip-Hop Songs (Billboard) | 39             |